# Divisão do burro
Divisão do burro é uma tradição que se realiza-se na noite da última quinta feira antes do carnaval. É típica de Vale do Souto, Portugal. A ARCVASO, Associação Recreativa e Cultural do Vale do Souto, tem incentivado a realização desta tradição.
Insere-se dentro das tradições iniciáticas da adolescência e das práticas de denúncia e crítica próprias do entrudo português. Os rapazes escrevem quadras destinadas às raparigas que depois gritam para toda a povoação, revelando os defeitos e virtudes de cada uma. Na noite de quinta feira, os rapazes disparam contra o ar, como se tivessem morto um burro (ouve-se o zurrar e ao segundo tiro é dada a notícia que o burro morreu - os rapazes chamam-se entre si de compadres). Segue-se a "partilha" do burro, feita através da récita das quadras. É costume que usem um funil a servir de altifalante.